# Hamiltonscher Symplektomorphismus
Ein Hamiltonscher Symplektomorphismus ist im mathematischen Teilgebiet der symplektischen Geometrie (wiederum ein Teilgebiet der Differentialgeometrie) eine spezielle Kombination aus symplektischer Abbildung und Diffeomorphismus zwischen symplektischen Mannigfaltigkeiten. Hamiltonsche Symplektomorphismen sind zentral für die mathematische Formulierung der Hamiltonschen Mechanik in der Physik, in der diese Transformationen des Phasenraumes beschreiben.

## Definition
Für eine symplektische Mannigfaltigkeit {\displaystyle (M,\omega )} ist ein Symplektomorphismus {\displaystyle f\colon M\rightarrow M}, für welchen eine Hamiltonsche Isotopie zur (symplektischen) Identität {\displaystyle \operatorname {id} _{M}\colon M\rightarrow M} existiert, ein Hamiltonscher Symplektomorphismus.
- Eine Homotopie {\displaystyle H\colon M\times [0,1]\rightarrow M} mit {\displaystyle H(-,0)=\operatorname {id} _{M}} und {\displaystyle H(-,1)=f}, für welche {\displaystyle H(-,t)} für alle {\displaystyle t\in [0,1]} symplektisch ist, ist eine symplektische Isotopie.
- Eine symplektische Isotopie {\displaystyle H\colon M\times [0,1]\rightarrow M}, für welche die generierenden Vektorfelder {\displaystyle X_{t}} mit {\displaystyle H(-,t)'=X_{t}\circ H(-,t)} für alle {\displaystyle t\in [0,1]} jeweils Hamiltonsche Vektorfelder sind, ist eine Hamiltonsche Isotopie.

Ein Hamiltonscher Symplektomorphismus {\displaystyle f\colon M\rightarrow M}, dessen Graph {\displaystyle \operatorname {graph} (f)} die Diagonale {\displaystyle \Delta _{M}=\{(x,x)|x\in M\}\subset M\times M} transversal schneidet, also sodass für jeden ihrer Schnittpunkte {\displaystyle x\in M}, also Fixpunkte von {\displaystyle f} mit {\displaystyle f(x)=x}, gilt, dass {\displaystyle T_{(x,x)}\operatorname {graph} (f)+T_{(x,x)}\Delta _{M}=T_{(x,x)}(M\times M)}, wird nichtdegeneriert genannt, andernfalls degeneriert.

## Eigenschaften
- Die Identität auf einer symplektischen Mannigfaltigkeit ist ein Hamiltonscher Symplektomorphismus.
- Die Komposition von Hamiltonschen Symplektomorphismen ist ein Hamiltonscher Symplektomorphismus.
- Die Umkehrabbildung eines Hamiltonschen Symplektomorphismus ist ein Hamiltonscher Symplektomorphismus.

## Gruppe der Hamiltonschen Symplektomorphismen
Gemäß der Lemmata bilden die Hamiltonschen Symplektomorphismen auf einer symplektischen Mannigfaltigkeit {\displaystyle (M,\omega )} eine Gruppe, notiert als {\displaystyle \operatorname {Ham} (M,\omega )}.
- {\displaystyle \operatorname {Ham} (M,\omega )} ist eine normale Untergruppe von {\displaystyle \operatorname {Symp} (M,\omega )}, der Gruppe der Symplektomorphismen.[2]

- Für {\displaystyle M} geschlossen ist {\displaystyle \operatorname {Ham} (M,\omega )} einfach, enthält also keine nicht trivialen normalen Untergruppen.[3]